# Åfjord
Åfjord (eller Å) är en kyrkby som utgör den enda tätorten i Åfjords kommun i Trøndelag fylke i mellersta Norge. Tätorten omfattar bland annat orten Årnes som utgör kommunens centralort och ligger där fylkesväg 715 möter fylkesväg 723, längst inne vid Åfjorden. Här finns Åfjords kyrka.

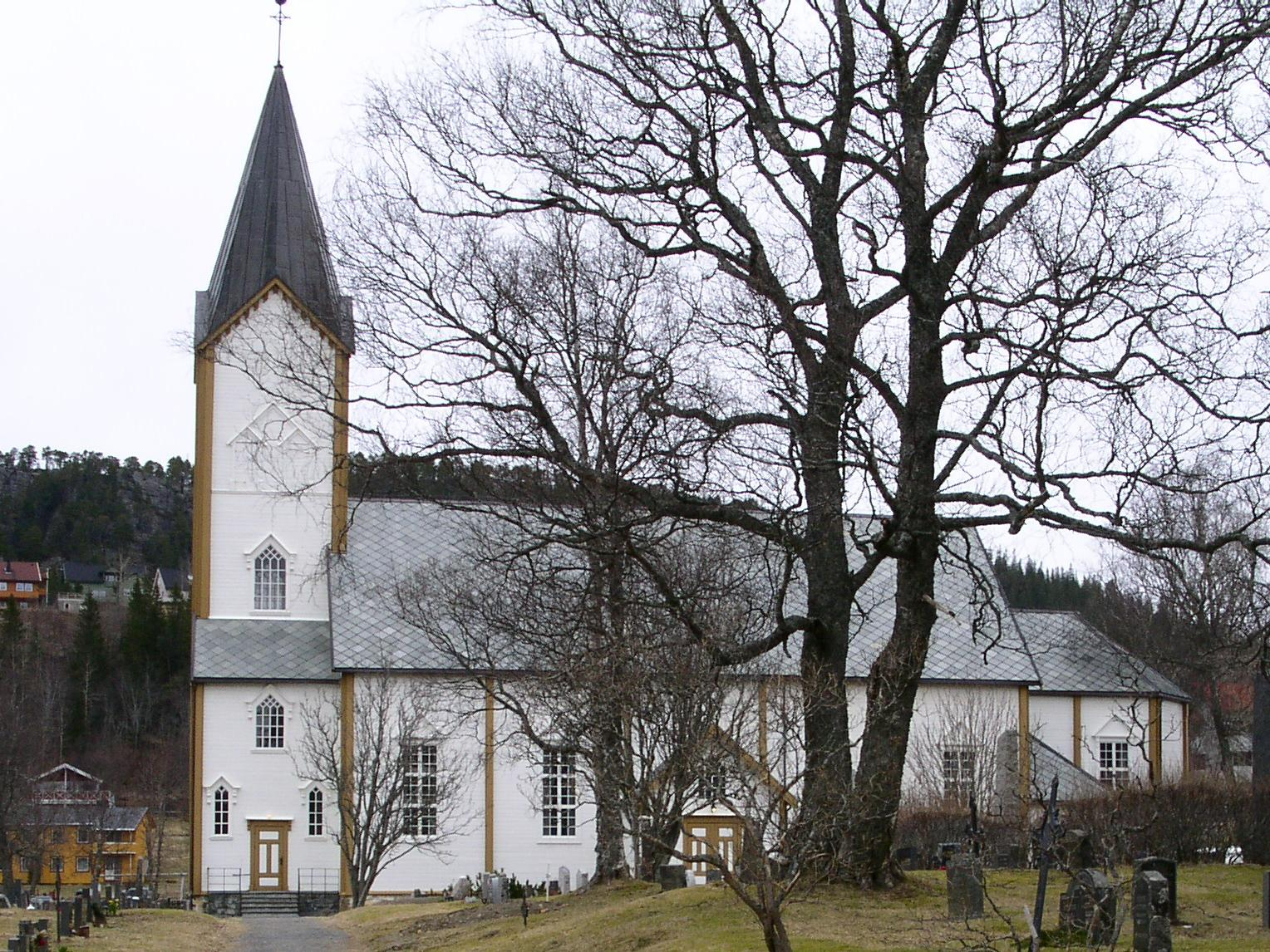
Åfjords kyrka.